# 戴塔姆峰
戴塔姆峰（英語：Datum Peak）是南極洲的山峰，位於維多利亞地的斯科特海岸，處於威廉斯峰以西3公里的高斯冰川南岸，屬於霍布斯嶺的一部分，海拔高度1,575米，現時由南極條約體系管理。